# 蘇赫奈
蘇赫奈是敘利亞的城鎮，由霍姆斯省負責管轄，位於該國中部，距離巴爾米拉120公里，海拔高度460米，2004年人口16,173，居民信奉伊斯蘭教。